# 聖安得烈座堂 (東京)
聖安得烈座堂（日语：聖アンデレ主教座聖堂）是日本聖公會東京教區的座堂，由加拿大籍傳教士亞歷山大·克羅夫多·蕭（Alexander Croft Shaw）於1879年設立:380，座堂現在的建築是於1996年改建啓用。該教區是日本聖公會的11個教區之一，教區內有超過40座教堂，其中多數的歷史可以追溯至19世紀後期。

## 歷史

### 草創期
明治天皇在1873年（明治6年）宣布廢除對基督教的禁令（高札撤去）後，英國英國聖公會差會（SPG）派遣加拿大籍傳教士亞歷山大·克羅夫多·蕭（Alexander Croft Shaw）和愛爾蘭籍傳教士威廉·波爾·懷特（William Ball Wright）9月來日傳教。二人初抵日本時寄居於福澤諭吉家中，並在東京築地開設英語私塾（立教学院前身）。後於1875年在靈南坂陽泉寺開始為在日英国人舉行彌撒，以及正式對日本人進行傳教。蕭氏在福澤諭吉協助下於1877年購入現在教会所在的芝榮町（今芝公園三丁目）土地自設居所。其後於1879年6月4日蕭氏在購得用地內以紅磚築成聖堂，俗稱「公使館教会」，提供東京在住的英国人英語彌撒和以日本人為對象的日語彌撒。該紅磚建築興建資金大部份是來自在東京居住的外國人捐助所得:149，由經手工部大学校的英籍法裔建築師查爾斯·波昂維爾設計:150。其及後於1894年東京地震中損壞，禮拜堂於翌年以臨時木造建築繼續運作。1886年，愛德華·別克司蒂（Edward Bickersteth）主教來日籌組日本各地教會整合事宜，翌年以聖安得烈教堂為首組建「日本聖公会」。另外，蕭氏在主教來日後曾多次前往輕井澤，期間在當地成立教會並另闢避暑別莊，被譽為「輕井澤之父」。1902年，蕭氏歿後由今井寿道接任牧師，日本人信眾專用聖堂也於同年落成，緩和教堂不敷使用的情況。

### 二戰及戰後復原
1940年，《宗教團體法》實行，各宗教團體被要求整合並向國家主義傾斜，聖安得烈教会更名為「芝聖公教会」。1902年落成的聖堂在1944年的東京大空襲中燒毀。二戰後以野瀨秀敏為首的聖職與信眾展開教堂的復原運動，並在聖堂原址信眾提供的戸外倉庫作為禮拜堂復辦彌撒。1948年，聖堂暫移至由水交社贈與的車庫改造而成臨時禮拜堂兼集会所。聖堂的新建築在各方援助下於1949年落成，並於翌年祝聖。1956年，英語專用的禮拜堂（現聖奧本教堂）落成後，聖安得烈教堂停止舉行英語彌撒。1986年，聖安得烈座堂正式併入日本聖公会東京教区。

## 外部連結
- 聖安得烈座堂 （页面存档备份，存于） （日語）（英文）
- 聖奧本教堂 （页面存档备份，存于） （英文）